# Torquéole de David
Arborophila davidi
Espèce
Statut de conservation UICN

 NT  : Quasi menacé
La Torquéole de David (Arborophila davidi) est une espèce d'oiseaux de la famille des Phasianidae.

## Distribution
Cette espèce est très localisée. Jusqu’en 2002, elle n’était connue que dans l’est de la Cochinchine (Vietnam), dans le Parc National de Cat Tien et dans la réserve naturelle de Cat Loc.

## Habitat
Cette torquéole vit en forêt décidue et mixte. Dans le Parc National de Bu Gia Map, Nguyen & Browne (2007) l’ont rencontrée de préférence entre 140 et 609 m d’altitude, lorsque la canopée couvre 76,67 % du sol et le sous-bois 85,93 % , sur des pentes de 0 à 10° et à moins de 500 m des points d’eau.

## Mœurs
Atkins & Tentij (1998) ont pu observer un couple grattant, côte à côte, une litière forestière de 10 cm d’épaisseur à la recherche de nourriture. Les oiseaux émettaient tous deux un doux cri de contact whit-whit-whit-whit en fouillant le sol. En une autre occasion ces auteurs ont pu observer une compagnie de six oiseaux.

## Voix
Le chant est semblable à celui de la Torquéole à poitrine brune et les oiseaux chantent habituellement en duo, plus fréquemment en mars, la femelle répondant au mâle par une série de notes simples (Hennache & Ottaviani 2011).

## Nidification
Il n’existe aucune donnée.

## Statut, conservation
Cette espèce est considérée comme « en danger » par l’UICN. Elle a été décrite par Delacour en 1927, à partir de deux oiseaux collectés à Bu Kroai (Province de Song Be), puis plus aucun spécimen n'en fut observé jusqu'à ce qu'on en trouve en 1991 dans le parc national de Cat Tien (Eames et al. 1992).